# メッツァーネ・ディ・ソット
メッツァーネ・ディ・ソット（伊: Mezzane di Sotto）は、イタリア共和国ヴェネト州ヴェローナ県にある、人口約2,500人の基礎自治体（コムーネ）。

## 地理

### 位置・広がり

#### 隣接コムーネ
隣接するコムーネは以下の通り。
- イッラージ
- ラヴァーニョ
- サン・マルティーノ・ブオン・アルベルゴ
- トレニャーゴ
- ヴェローナ

### 気候分類・地震分類
気候分類では、zona E, 2458 GGに分類される。
また、イタリアの地震リスク階級 (it) では、zona 2 (sismicità media) に分類される。